# Editorial
『Editorial』（エディトリアル）は、2021年8月18日にポニーキャニオン内のIRORI Recordsからリリースされた、日本のバンド・Official髭男dismのメジャー2作目、通算3作目のフルアルバム。

## 背景
本作は、前作『Traveler』から1年10ヶ月ぶり、メジャー2枚目となるアルバムである。アルバムには、前作以降のシングル表題曲「I LOVE...」、「HELLO」、「Universe」のほかに、『HELLO EP』に収録された「Laughter」、「パラボラ」、配信限定でリリースされていた「Cry Baby」の6曲に加え、新録曲「Editorial」「アポトーシス」などを含む全14曲が収録されている。
リリースの発表は、2021年6月24日に神奈川・ぴあアリーナMMで行われた約1年4カ月ぶりの有観客ライブ「Official髭男dism Road to『one - man tour 2021-2022』」にて行われた。2021年7月9日にはアルバム収録曲の詳細が発表されたほか、YouTubeではアルバム制作中の映像を使用した特報第一弾も公開された。さらに同月20日には、本アルバムに付属するDVD / Blu-rayのダイジェスト映像が公開された。その後同月31日には、FM802 LANTERN JAM TIMESにて収録曲「アポトーシス」が初オンエアされ、またその日に同曲を藤原聡がピアノ弾き語りで演奏する映像の一部を観ることができる特報映像第2弾がYouTubeにて公開された。アルバム発売に先駆け、8月11日にリード曲「アポトーシス」が各サブスクリプションサービスで先行配信され、合わせて同曲を使用したApple Musicのドルビーアトモスによる空間オーディオの広告キャンペーン「音があふれる空間をいつでも手の中に」がスタートした。

## 制作と録音
藤原は本作の制作に関して、「とりあえず『やりたいことをみんなやろう』と話していました」と述べており、制作には、セールス的なものや大衆に支持されるかどうかという意識は横に置いて取り組んだという。
「せっかくこうやってバンドとして自分たちのやりたい音楽をやって、それを受け取ってもらえるというありがたい、幸せな環境にいるなら、応援してくれているファンの方たちのためにも失礼のないように、しっかりやりたいなと思って。その結果、こういう曲がウケるとか、そういうのはいったんやめようってなりました。『自分がやりたいことをまず一番に考えようね』と」
収録曲は基本的に藤原聡（Vo, Piano）が作詞作曲を行っている。一方で、初めてドラムの松浦匡希発案で、藤原と作詞作曲を共作した「フィラメント」、楢﨑誠（B, Sax）が作詞作曲を手がけた「みどりの雨避け」、小笹大輔（G）制作の「Bedroom Talk」など、藤原以外のメンバーが作詞作曲した楽曲も収録されている。なお「Bedroom Talk」にはアレンジャーとしてmabanuaと有賀教平が参加した。収録曲のレコーディングとミキシングは、「みどりの雨避け」を除いて前作『Traveler』に引き続き小森雅仁が務めている。小森はリリースに際して、「Recの度に『そんな事いつの間にできる様になってたの？」って思うくらい進化し続けるバンド。』とコメントしている。

## テーマと音楽性
バンドは2019年以降、紅白歌合戦出場や武道館ライブの開催、楽曲のヒットなどといった「バンドとしてサクセスストーリーみたいなもの」を一通り経験した。その背景を踏まえて本作では、その先で「音楽を社会的にどれだけ認められるかとかっていう話ではなくって、どれだけ自分たち自身がまず満足できるものが作れるのか」という点を大事にしているという。またアルバムを通して、
ほとんどの楽曲の作詞を手掛けた藤原の「リアル」が出ているといい、「特にアルバム曲に関しては全部、自分の実体験で価値観でありみたいなものなんです」と述べている。また、「Shower」～「みどりの雨避け」～「パラボラ」の3曲について楢﨑は、「街っぽいということで〈住んでる三銃士〉」だとしている。
論説、社説を意味するタイトル「Editorial」の背景について藤原は、「事実を報じながらも、編集をされている方や、新聞会社として何を問題に思い何を語るのかが各社の裁量に任せられている部分があって、そこにシンパシーを感じた楽曲が多かった」と述べている。また、『Editorial』は2016年11月にリリースされたEP『What's Going On?』の仮タイトルであった。今作のアルバムジャケット写真には『What's Going On?』と同じく新聞が使われているが、『What's Going On?』は日本語の新聞であったのに対し、今作は英語の新聞が背景となっている。

### 音楽性と歌詞
本作の音楽性は、全体を通してミニマリズムとスケール感の同居をその特徴としている。またロック、ソウル、ファンクといったメンバー各々のルーツのセンテンスがジャンルレスに発揮されている。
音楽ライターの内田正樹は、「本作のリリックの多くで描かれているのは変容する世界と日常を生きる上での葛藤や戸惑い、そして未来へと立ち向かう勇気」としている。またライター/批評家のimdkmは、「アポトーシス」や「Shower」といった楽曲の歌詞に、「レトリカルなようでいて具体的な手触りも同時にある」「言葉数を尽くして一曲のなかにひとつの物語をつくりあげる」藤原の作詞の特徴を見出した。

## リリースとプロモーション
アルバムは、CD+DVD盤・CD+Blu-ray盤・CD only盤の、合計3種類でリリースされた。CD+DVD盤およびCD+Blu-ray盤には、2021年4月に開催されたオンラインライブ「Official髭男dism FC Tour Vol.2 - The Blooming Universe ONLINE -」の映像などが収められている。
| 規格       | 規格品番   |
| ---------- | ---------- |
| CD+Blu-ray | PCCA-06055 |
| CD+DVD     | PCCA-06056 |
| CD         | PCCA-06057 |

バンドは本作のプロモーションとして複数の音楽番組に出演した。またリリース後の8月20日にはアルバムのダイジェスト動画がYouTubeにて公開され、同時にアルバムの特設サイトで本作にまつわるインタビューが公開された。
| 番組名                                | 日付    | 放送局       | 演奏曲       | 出典   |
| ------------------------------------- | ------- | ------------ | ------------ | ------ |
| THE MUSIC DAY                         | 7月3日  | 日本テレビ系 | Cry Baby     | [ 28 ] |
| 2021 FNS歌謡祭 夏                     | 7月14日 | フジテレビ系 | Cry Baby     | [ 29 ] |
| 2021 FNS歌謡祭 夏                     | 7月14日 | フジテレビ系 | Universe     | [ 29 ] |
| 音楽の日                              | 7月17日 | TBS系        | Cry Baby     | [ 30 ] |
| ミュージックステーション SUMMER FES   | 8月20日 | テレビ朝日系 | アポトーシス | [ 31 ] |
| バズリズム02                          | 8月20日 | 日本テレビ系 | アポトーシス | [ 32 ] |
| 『CDTVライブ!ライブ!』3時間スペシャル | 8月30日 | TBS系        | アポトーシス | [ 33 ] |
| 『CDTVライブ!ライブ!』3時間スペシャル | 8月30日 | TBS系        | Cry Baby     | [ 33 ] |
| SONGS                                 | 9月9日  | NHK          | アポトーシス | [ 34 ] |
| SONGS                                 | 9月9日  | NHK          | Cry Baby     | [ 34 ] |
| SONGS                                 | 9月9日  | NHK          | Stand By You | [ 34 ] |

| 対象店舗                                           | 特典内容               |
| -------------------------------------------------- | ---------------------- |
| TOWER RECORDS全店（オンライン含む）                | 缶バッジ               |
| Loppi・HMV全店（HMV&BOOKS Online含む）             | カード付ストラップ     |
| TSUTAYA RECORDS（TSUTAYAオンライン予約分含む）     | ICカード型ステッカー   |
| WonderGOO/新星堂                                   | A4クリアファイル       |
| 山野楽器CD/DVD取扱い店舗（オンラインショップ含む） | アナザージャケット     |
| セブンネットショッピング                           | スマホスタンド         |
| Amazon                                             | オリジナル巾着         |
| 楽天ブックス                                       | クリアポーチ           |
| その他法人                                         | オリジナル・ステッカー |

## 評価と受賞歴
- 音楽プロデューサーのTOMCは、本作について「'90年代のASKAや槇原敬之〜『幻想の摩天楼』の頃のスティーリー・ダンを思わせる渦巻くようなコード展開＋重厚なアレンジ。それでいて一切音楽マニアonly向けでない現行の青春賛歌。"足し算型"の歌モノでこれに敵うものはそう無い気がする。」とコメントした[35]  。
- ロッキング・オンの小川智之は、本作を「『ヒゲダンらしさ』を保ったままどこまで外側にいけるかという挑戦のアルバム」と位置づけ、「マニアックでディープな音楽のテイストに超ハイクオリティなメロディと明快なテーマを掛け合わせてポップスのほうに投げてみせる、というのがこれまでのヒゲダンの基本文法だったとするなら、今作で彼らがやっているのはそんなヒゲダン文法によってJ-POPのスタンダードをアップデートするという宣言」と述べた[22]。
- ライターの石角友香は、「アポトーシス」が「言葉もサウンドもアレンジも一歩踏み込んだ表現であり、ヒゲダンが恐ろしい速度で衒いなく伝えたいことを伝えている証左」だとするとその予兆は既発曲「Laughter」にすでに表れていたと述べ、「サウンド的にも集中力を途切れさせず聴かせる大曲をノンジャンルでものにして行ったプロセスという意味」で同2曲は「ヒゲダンのネクストフェーズを代表する本作の2トップ」だとしている[36]。
- 音楽ライターの内田正樹は、「相当数のハイスペックな音色が用いられているにもかかわらず、エディットもミキシングも異常なまでに聴き易い。」と指摘。ボン・イヴェールやザ・ウィークエンドの作品で味わえる質感が想起されるとした上で、「ビートルズ、ビーチボーイズ、クイーンといったレジェンド級のバンドの傑作から感じられたカラフルなスタジオレコーディングの“マジック（魔法）”という言葉も頭に浮かんだ。」と述べている[23]。
- ライター/批評家のimdkmは、音楽性の引き出しの多彩さや、引き出しを新しく拡張しようという軽やかな貪欲さが面白いとし、「あれもやろう、これもやろう、と広がるクリエイティビティを、有無を言わさず一曲として、あるいは一枚のアルバムとして成立させる力業」に「ヒゲダンの魅力」を見出した[25]。

### 受賞歴
- MTV Video Music Awards Japan 2021 最優秀アルバム賞（2021年）[37]
- CDショップ大賞　大賞＜赤＞（2022年）[38]

## チャート成績
本アルバムは、2021年8月25日公開（集計期間：2021年8月16日～8月22日）のビルボード・ジャパンチャートにて初週108,164枚を売り上げ、「Top Album Sales」で首位を獲得。そのほか、ダウンロード1位（10,793DL）、ルックアップ1位と全3指標を制覇し、総合アルバムチャート「HOT ALBUMS」で初登場首位を獲得した。また同週のオリコンランキングでは、CDセールス1位（108,076枚）、ダウンロード1位（11,388DL）を記録し、「合算アルバムランキング」では125,827ptを獲得して1位に登場した。2週目のビルボード・ジャパンチャートでは、CDセールス2位（22,620枚）、ダウンロード1位（4,311DL）、ルックアップも2位とすべての指標で上位を維持し、総合チャート「HOT ALBUMS」では2位をマークした。発売3週目はCDセールス3位（17,531枚）、ダウンロード1位（3,216DL）、ルックアップ1位と2指標で首位を維持し、総合では前週と同じ2位を記録した。

### 認定と売上
| 国/地域                                             | 認定     | 認定/売上数                    |
| --------------------------------------------------- | -------- | ------------------------------ |
| 日本 (RIAJ)                                         | プラチナ | 211,000（フィジカルCD)         |
| 日本 (RIAJ)                                         | 未公表   | 29,300（デジタルダウンロード） |
| * 認定のみに基づく売上数 ^ 認定のみに基づく出荷枚数 |          |                                |

### 収録曲のチャート
| #   | 曲名         | Hot 100 | DL  | ST   | 出典   |
| --- | ------------ | ------- | --- | ---- | ------ |
| #2  | アポトーシス | 8位     | 3位 | 12位 | [ 47 ] |
| #3  | I LOVE...    | 27位    | -   | 21位 | [ 48 ] |
| #6  | Cry Baby     | 4位     | 2位 | 2位  | [ 49 ] |
| #12 | Laughter     | -       | -   | 93位 | [ 50 ] |
| #13 | Universe     | 93位    | -   | 76位 | [ 51 ] |

## 収録内容
| #         | タイトル                   | 作詞・作曲       | 編曲                       |                                         | 時間  |
| --------- | -------------------------- | ---------------- | -------------------------- | --------------------------------------- | ----- |
| 1.        | 「Editorial」              | 藤原聡           | Official髭男dism           |                                         | 2:14  |
| 2.        | 「アポトーシス」           | 藤原聡           | Official髭男dism           |                                         | 6:29  |
| 3.        | 「I LOVE...」              | 藤原聡           | Official髭男dism           |                                         | 4:42  |
| 4.        | 「フィラメント」           | 松浦匡希、藤原聡 | Official髭男dism           | リズム・アレンジ: 横田誉哉              | 4:04  |
| 5.        | 「HELLO」                  | 藤原聡           | Official髭男dism           |                                         | 4:42  |
| 6.        | 「Cry Baby」               | 藤原聡           | Official髭男dism           |                                         | 4:01  |
| 7.        | 「Shower」                 | 藤原聡           | Official髭男dism           |                                         | 5:40  |
| 8.        | 「みどりの雨避け」         | 楢﨑誠           | Official髭男dism           | ストリングス・アレンジ: 門脇大輔Strings | 3:58  |
| 9.        | 「パラボラ」               | 藤原聡           | Official髭男dism           |                                         | 5:05  |
| 10.       | 「ペンディング・マシーン」 | 藤原聡           | Official髭男dism           |                                         | 3:55  |
| 11.       | 「Bedroom Talk」           | 小笹大輔         | Official髭男dism & mabanua | ギター・アレンジ: 有賀教平              | 3:21  |
| 12.       | 「Laughter」               | 藤原聡           | Official髭男dism           | ストリングス・アレンジ: 門脇大輔Strings | 5:52  |
| 13.       | 「Universe」               | 藤原聡           | Official髭男dism           | ホーン・アレンジ: 湯本淳希              | 4:45  |
| 14.       | 「Lost In My Room」        | 藤原聡           | Official髭男dism           |                                         | 4:30  |
| 合計時間: | 合計時間:                  | 合計時間:        | 合計時間:                  | 合計時間:                               | 63:25 |

### Blu-ray/DVD
- Official髭男dism「Official髭男dism FC Tour Vol.2 - The Blooming Universe ONLINE -」

| #   | タイトル                                 | 作詞 | 作曲・編曲 |
| --- | ---------------------------------------- | ---- | ---------- |
| 1.  | 「Second LINE」                          |      |            |
| 2.  | 「異端なスター」                         |      |            |
| 3.  | 「ESCAPADE」                             |      |            |
| 4.  | 「What's Going On?」                     |      |            |
| 5.  | 「コーヒーとシロップ」                   |      |            |
| 6.  | 「Laughter」                             |      |            |
| 7.  | 「ゼロのままでいられたら」               |      |            |
| 8.  | 「ダーリン。」                           |      |            |
| 9.  | 「犬かキャットかで死ぬまで喧嘩しよう！」 |      |            |
| 10. | 「ブラザーズ」                           |      |            |
| 11. | 「ノーダウト」                           |      |            |
| 12. | 「発明家」                               |      |            |
| 13. | 「Universe」                             |      |            |
| 14. | 「I LOVE...」                            |      |            |
| 15. | 「Stand By You」                         |      |            |

- 【Special】 Vo./Pf. 藤原聡 弾き語り映像

| #  | タイトル                                       | 作詞 | 作曲・編曲 |
| -- | ---------------------------------------------- | ---- | ---------- |
| 1. | 「Editorial -Piano ver.@Bunkamura Studio-」    |      |            |
| 2. | 「アポトーシス -Piano ver.@Bunkamura Studio-」 |      |            |

## 楽曲解説
1. Editorial
藤原のボーカルをデジタルクワイアで重ねたアカペラ曲[36]。Mikikiの鬼頭隆生は、「ビーチ・ボーイズ風のアカペラ多重コーラス」と評している[52]。歌詞では、「伝えたい だけど語れない」という感情がつづられている[16]。藤原によるとこの曲が序章として入るっていうことはすごく大事だといい、「答えが見つからないっていう曲があってもいいんじゃないか」という「新しい扉」を開いた本アルバムで象徴になっている曲だと述べている[17]。
2. アポトーシス
Apple Music CMソング。
リードトラック[17]。8月11日には先行配信が開始された。
3. I LOVE...
TBS系火曜ドラマ『恋はつづくよどこまでも』主題歌[53]。
Apple Music CMソング[54]。
4th シングルの表題曲。
4. フィラメント
ドラムの松浦匡希と藤原で共作した曲[36]。ライターの石角友香は本楽曲について「フックが多く、展開がスリリングなヒゲダン楽曲の中で、これまでにない素直なメロディーラインに彼の個性が反映された曲」[17]「どこかU2のサウンドスケープを思わせる」と述べている[55]。
アルバム発売後にフジテレビ系「富士通Japanスポーツスペシャル 第33回出雲全日本大学選抜駅伝競走」テーマソングに起用された[56]。以降の34回・35回大会でもテーマソングに続投起用されている。
5. HELLO
フジテレビ系「めざましテレビ」テーマソング[57]。
3rd EPの表題曲。
6. Cry Baby
テレビアニメ「東京リベンジャーズ」オープニングテーマ[58]。
5th 配信限定シングルの表題曲。
7. Shower
過去に住んでいた部屋や街を回想する歌詞と切ないメロディをもつ楽曲[16]。藤原が久しぶりに「詞先で作った」曲である[19]。憂いと華やかさを兼ね備えたアコースティックサウンドなどによりパーソナルな響きを持ちながら終盤付近ではスタジアムロックに直行する[55][22]。
8. みどりの雨避け
とある夏の帰り道を描いた曲[22]。アコーディオンやヴァイオリンがノスタルジックな温かみを添えている[17]。ベースの楢﨑が作詞作曲した[55]。
9. パラボラ
アサヒ飲料「カルピスウォーター」CMソング[59]。
放課後カルピスPresents Webドラマ『すべての恋は片想いからはじまるっぽい』主題歌[60]。
3rd 配信限定シングルの表題曲であり、3rd EPの収録曲。
アルバム収録曲の中で唯一、映像作品『Official髭男dism one-man tour 2021-2022 -Editorial- @SAITAMA SUPER ARENA』に収録されなかった。
10. ペンディング・マシーン
80'sテイストのファンキーなトラックに開放的なメロディが乗っている楽曲[61]。前述の石角はその音楽性について「クインシー・ジョーンズ時代のマイケル・ジャクソン作品のようなクリーンなファンクネス」と述べている[55]。歌詞では社会面の「論説」的なテーマが表現されている[55]。バンドがブレイクした頃に「邪気のない人たち、みたいな捉え方されてた」ことに対して、「『こういうことやっちゃいけない』みたいなのが増えていくのはすごくもったいないな」という思いのもとで作られたという[19]。
2021年12月20日にYouTubeにてMVが公開された[62]。
11. Bedroom Talk
シンプルなラヴソングであり[22]、音楽面ではネオソウルや生音ヒップホップのタイム感がヒゲダン流に咀嚼されている[55]。作詞作曲をギターの小笹が担当し、共同アレンジャーにmabanuaを迎えている。小笹によると、自分の手札にないものからやりたいなという思いのもとでグルーヴやレイドバック感などのイメージでmabanuaに依頼したという[17]。
2021年11月29日にYouTubeにてリリックビデオが公開された[63]。
12. Laughter
映画『コンフィデンスマンJP -プリンセス編-』主題歌[64]。
4th 配信限定シングルの表題曲であり、3rd EPの収録曲。
13. Universe
映画『ドラえもん のび太の宇宙小戦争 2021』主題歌[65]。
5th シングルの表題曲。
14. Lost In My Room
伸びやかなファルセットや、緻密なエディットが施され複雑な音のコラージュの様相を呈しているトラックが特徴的な楽曲[22]。歌詞では、長期に渡った本アルバムの制作期間が振り返られている[17]。制作にあたって「自分のリアルをしっかり書くってことを大事にした」という[19]。
曲の最後がピアノフレーズのフェードアウトで終わるが、次アルバム『Rejoice』の1曲目「Finder」は同じピアノフレーズのフェードインで始まる[66]。

## 演奏
- 藤原聡
  - Vocal, Piano, Synthesizer
  - Programming (#1.2.3.5.6.7.9.10.12.13.14)
- 小笹大輔：Guitar, Chorus
- 楢﨑誠：Bass, Chorus
- 松浦匡希
  - Drums, Chorus
  - Programming (#4)
- 湯本淳希
  - Trumpet (#3.10)
  - Horn Arrangement & Recording (#13)
- 横田誉哉：Rhythm Arrangement & Additional Drums (#4)
- 佐藤芳明：Accordion (#8)
- 門脇大輔ストリングス：Strings Arrangement & Recording (#8.12)
- 川島稔弘：Trombone (#10)
- アンディ・ウルフ：Sax (#10)

## Editorial (Instrumental)
『Editorial (Instrumental)』（エディトリアル インストゥルメンタル）は、日本のバンド・Official髭男dismの配信限定アルバム。2022年4月15日にポニーキャニオン内のIRORI Recordsより配信された。アルバム『Editorial』の全収録曲のインストバージョンを収録した、2枚目のインストゥルメンタル・アルバムである。配信シングル『ミックスナッツ』と同日に配信された。「I LOVE... (Instrumental)」は4thシングル「I LOVE...」にも収録されているが、本作に収録されているものはシングルのバーションとは異なり、コーラスが無いアレンジになっている。
| #   | タイトル                                 | 作詞 | 作曲・編曲 |
| --- | ---------------------------------------- | ---- | ---------- |
| 1.  | 「Editorial (Instrumental)」             |      |            |
| 2.  | 「アポトーシス (Instrumental)」          |      |            |
| 3.  | 「I LOVE... (Instrumental)」             |      |            |
| 4.  | 「フィラメント (Instrumental)」          |      |            |
| 5.  | 「HELLO (Instrumental)」                 |      |            |
| 6.  | 「Cry Baby (Instrumental)」              |      |            |
| 7.  | 「Shower (Instrumental)」                |      |            |
| 8.  | 「みどりの雨避け (Instrumental)」        |      |            |
| 9.  | 「パラボラ (Instrumental)」              |      |            |
| 10. | 「ペンディング・マシーン(Instrumental)」 |      |            |
| 11. | 「Bedroom Talk (Instrumental)」          |      |            |
| 12. | 「Laughter (Instrumental)」              |      |            |
| 13. | 「Universe (Instrumental)」              |      |            |
| 14. | 「Lost In My Room (Instrumental)」       |      |            |

## イベント
本作の発売記念として、8月28日にオンラインフリーライブ「Official髭男dism『Editorial』発売記念 ONLINE FREE LIVE」をYouTubeにて開催した。ライブ本編は東京オペラシティより、20:30から約30分に渡って行われた。また、ライブの事前プログラムとして、17:30から過去のライブ映像やミュージックビデオなどが放送された。ライブ本編の様子は6th SG『Chessboard / 日常』のCD+Blu-ray/CD+DVD盤に収録されている。

### 演奏曲
| #  | タイトル         | 作詞 | 作曲・編曲 |
| -- | ---------------- | ---- | ---------- |
| 1. | 「I LOVE...」    |      |            |
| 2. | 「Universe」     |      |            |
| 3. | 「Cry Baby」     |      |            |
| 4. | 「アポトーシス」 |      |            |

## ツアー
バンドは、本来開催予定だった『Official髭男dism tour 2020 -Arena Travelers-』の振替公演を含む、本アルバム「Editorial」を引っ提げた、約7ヶ月に渡る20会場・51公演のアリーナツアーを開催した。